# Theresa Jordis
Theresa Jordis (* 4. September 1949 in Wien als Theresa Igler; † 7. September 2013 ebenda) war eine österreichische Rechtsanwältin, die im Vorstand, Aufsichtsrat und Verwaltungsrat zahlreicher österreichischer Unternehmen tätig war.

## Leben
Theresa Jordis war die Tochter des ehemaligen Präsidenten der Industriellenvereinigung Hans Igler. Nach Abschluss des Studiums der Rechtswissenschaften an der Universität Wien promovierte sie 1971 zum Dr. iur. Es folgte eine rechtswissenschaftliche Tätigkeit in den USA, Gerichtspraktikum und Anwaltspraxis in Wien. Ab 1981 war sie als Rechtsanwältin in Österreich zugelassen.
Jordis war Teilhaberin der Schoellerbank und geschäftsführende Gesellschafterin (ab 1988) der mit Christian Dorda und Walter Brugger gegründeten Anwaltskanzlei Dorda Brugger Jordis. Ferner war sie Mitglied des Aufsichtsrates und des Risikoausschusses der Erste Bank, Vorsitzende des Universitätsrats der Medizinischen Universität Wien und Präsidentin des Wiener Konzerthauses, Aufsichtsrat bei der Generali Holding Vienna, bei der ÖIAG und bei Austrian Airlines, Aufsichtsratsvorsitzende bei Miba AG und Wolford, Vorstand und Aufsichtsrat in über zehn Privatstiftungen sowie Vorstandsmitglied der gemeinnützigen Privatstiftung für Brustgesundheit. Wegen dieser starken Vernetzung wurde sie als „mächtigste Managerin Österreichs“ bezeichnet.
Darüber hinaus beriet sie zahlreiche andere gemeinnützige Institutionen in rechtlichen Belangen, unter anderem das Österreichische Rote Kreuz, den Verein „Wiener Frauenheim“ Haus Schönbrunn, Aktion St. Lukas – Verein zur Förderung medizinischer Hilfstransporte, CliniClowns und Neue Welt Fonds zur Ausbildung und Unterstützung von Kindern und Jugendlichen.
Theresa Jordis verstarb am 7. September 2013 nach langer, schwerer Krankheit und wurde bei ihren Eltern im Familiengrab am Heiligenstädter Friedhof in Wien beigesetzt.

## Publikationen
- Strategien zur rechtlichen Ordnung von Familienunternehmen in Österreich; In: Erwin Frasl, Hannah Rieger (Hrsg.): Family Business Handbuch, Wien 2007, ISBN 978-3-7093-0119-7